# Carano
Carano (deutsch veraltet: Kaldrein) ist eine Fraktion der italienischen Gemeinde (comune) Ville di Fiemme in der Provinz Trient, Region Trentino-Südtirol.

## Geografie
Der Ort liegt etwa 34,5 Kilometer nordöstlich von Trient auf der orographisch rechten Talseite des Fleimstals auf 1086 m s.l.m. oberhalb des Flusses Avisio

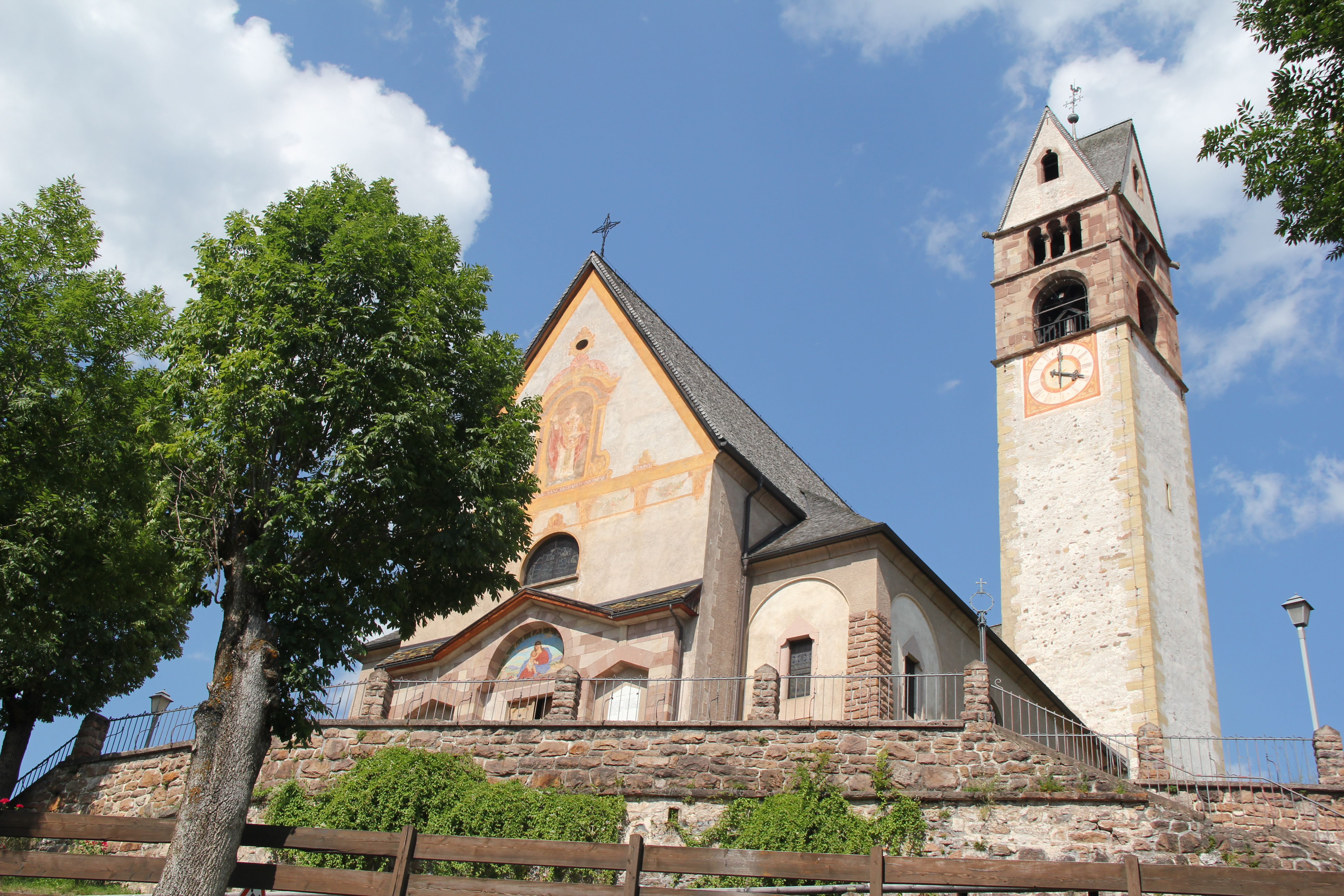
Pfarrkirche S. Nicolò (12. Jhdt.)

## Geschichte
Carano war bis 2019 eine eigenständige Gemeinde und schloss sich am 1. Januar 2020 mit den Nachbargemeinden Daiano und Varena zur neuen Gemeinde Ville di Fiemme zusammen. Zum ehemaligen Gemeindegebiet von Carano gehörten auch die Ortsteile Aguai, Calvello, Cela, Solaiolo und Veronza.

## Verkehr
Durch den Ort führt die Strada Statale 48 delle Dolomiti von Auer nach Auronzo di Cadore.